# Ruồi nhuế

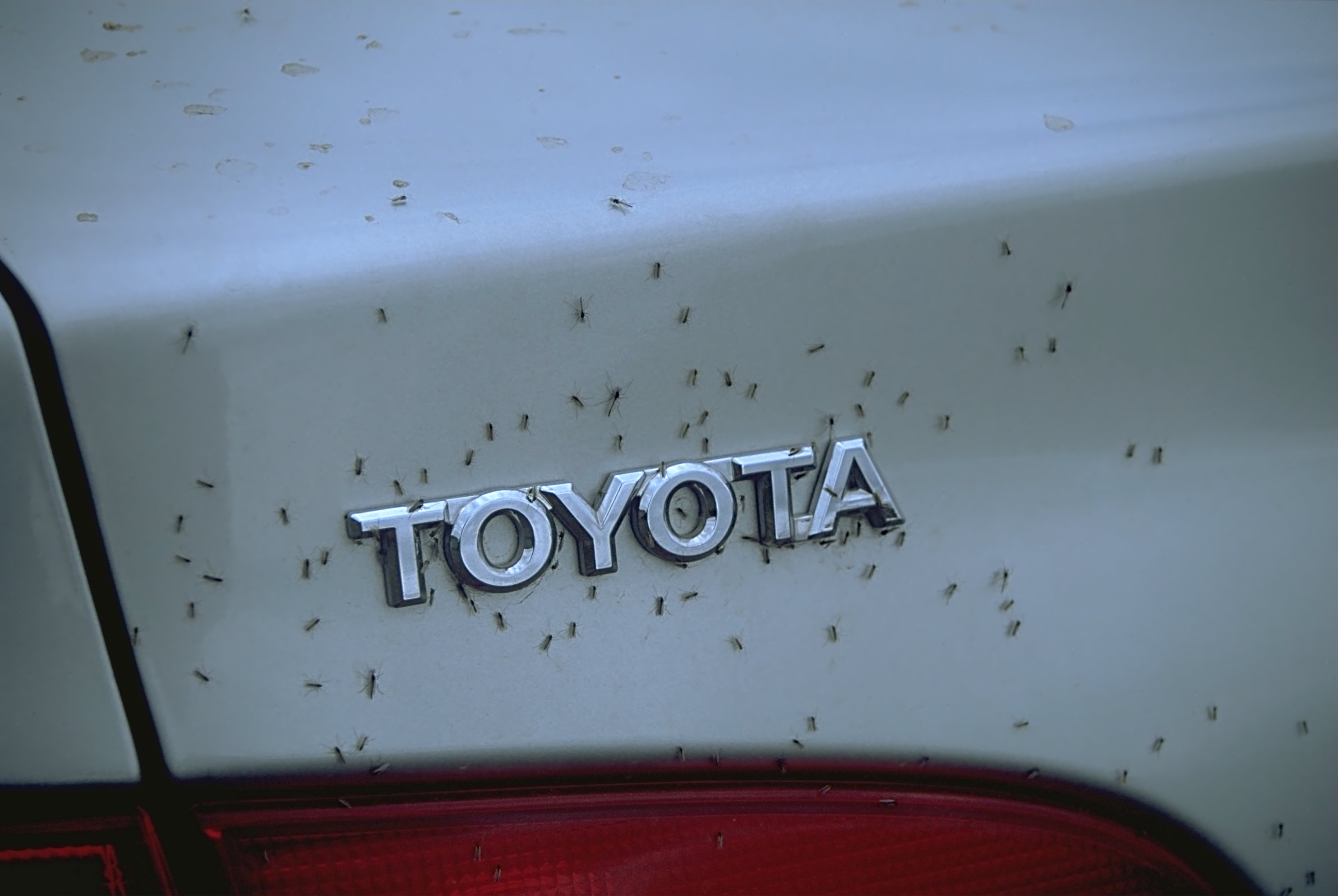
Muỗi vằn trong xe hơi

Ruồi nhuế, một số loài còn được gọi là muỗi vằn, bao gồm nhiều loài ruồi hai cánh rất nhỏ có mặt trên khắp thế giới. Thuật ngữ không không gói gọn một nhóm được xác định phân loại, nhưng bao gồm các động vật trong họ của vài Diptera Nematocera.
- Blephariceridae
- Cecidomyiidae
- Ceratopogonidae
- Chaoboridae
- Chironomidae
- Deuterophlebiidae
- Dixidae
- Scatopsidae
- Thaumaleidae

## Hình ảnh

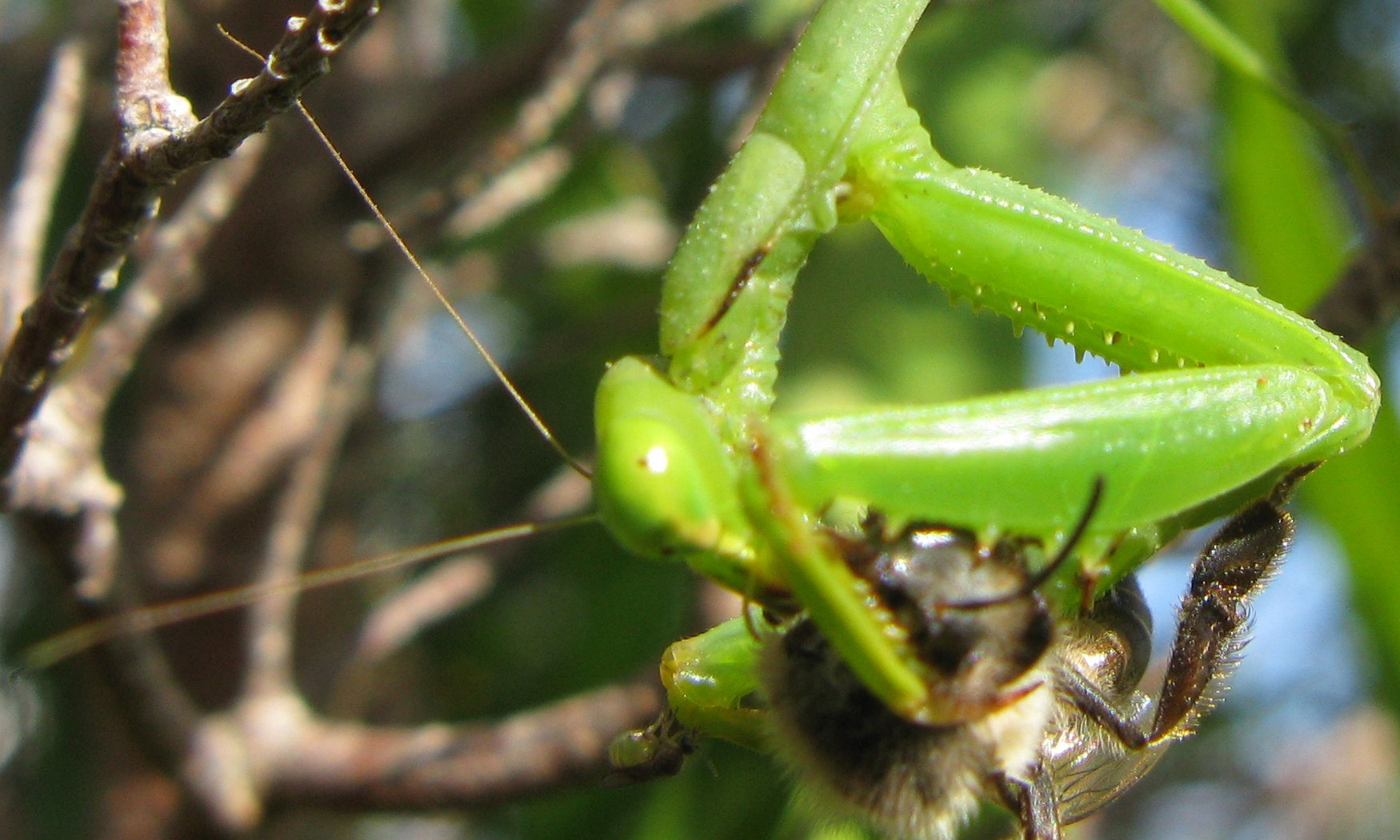

## Muỗi vằn truyền bệnh
Loài Ceratopogonidae là loài đốt gây hại có thể lan truyền bệnh súc vật nuôi như bệnh Blue Tongue và African Horse Sickness – nhưng nhiều họ midge thì không. Ấu trùng của vài Chironomidae có haemoglobin và đôi khi được gọi là giun máu.